# Прохоров, Николай Леонидович
Николай Леонидович Прохоров (15 июля 1936 - 27 января 2025) — советский и российский учёный в области вычислительной техники, доктор технических наук, профессор. Заслуженный деятель науки и техники РФ.
C 1984 года — Генеральный конструктор СМ ЭВМ.

## Биография
Родился в Москве 15 июля 1936 года в семье, принадлежавшей к технической интеллигенции. После окончания в 1959 году МЭИ, работал в Институте проблем управления АН СССР. В 1966 году защитил кандидатскую диссертацию. В 1968—1969 годы стажировался в Technische Hoсhschule (Дармштадт, ФРГ).
В 1970 году перешёл в Институте электронных управляющих машин. С 1983 по 2006 год — Генеральный директор. В 1984 году на XXV заседании Межправительственной комиссии по сотрудничеству социалистических стран в области вычислительной техники (МПК по ВТ), образованной в соответствии с Соглашением стран-участниц СЭВ об объединении усилий для разработки, производства и применения электронной вычислительной техники, назначен Генеральным конструктором СМ ЭВМ.
С 2007 года — научный руководитель ПАО «Институт электронных управляющих машин им. И. С. Брука».
Доктор технических наук (1988), профессор. С 1989 года возглавляет кафедру «Управляющие ЭВМ» в МИРЭА. С 1992 года — академик РАЕН.
Заслуженный деятель науки и техники Российской Федерации (1995).
Имеет правительственные награды. Неоднократно был в списках кандидатов в члены-корреспонденты РАН.

## Научная деятельность
В 1980-е годы при непосредственном участии Н. Л. Прохорова, а с 1984 года — под его руководством в качестве Генерального конструктора системы малых ЭВМ (СМ ЭВМ) были разработаны и реализовывались международная Концепция и Программа развития управляющих комплексов СМ ЭВМ — агрегатного набора технических и программных средств вычислительной техники, как базы компоновки различных управляющих систем — от систем нижнего уровня для сбора, контроля и первичной обработки информации до информационно-управляющих систем верхнего уровня.
Теоретические и прикладные результаты, сформулированные в концептуальных документах, послужили основой для проектирования и организации серийного производства отечественных 16-разрядных ЭВМ СМ1425, микропроцессорных вычислительных комплексов СМ1800 — СМ1820, а также широкой номенклатуры спецпроцессоров, контроллеров и внешних устройств.
Н. Л. Прохоров — Главный конструктор семейства высокопроизводительных 32-разрядных ЭВМ с интерфейсом «общая шина» — СМ1700, СМ1702, СМ1705, обеспечивающих совместимость с 16-разрядными моделями семейства СМ3, СМ4, СМ1420, СМ1425.
Председатель Межправительственной комиссии по вычислительной технике Н. В. Горшков писал, что к концу 1980-х годов странами — участницами СМ ЭВМ были созданы почти 400 типов технических средств информационно-управляющих ЭВМ общего применения, в том числе:

— 76 типов различных ЭВМ и процессоров, в том числе 35 типов микро-ЭВМ, 11 типов мини-ЭВМ, 21 тип процессоров, 9 спецпроцессоров (Фурье и т. д.);

— около 200 различных типов внешних запоминающих устройств и устройств ввода-вывода информации.

Были завершены разработки 32-разрядных микро- и мини-ЭВМ и программных средств, обеспечивающих создание многомашинных и многопроцессорных комплексов для решения различного класса задач управления информационными, технологическими, физическими и другими процессами.
На Международной выставке «Вычислительная техника и информатика-89» (май-июнь 1989 года, Москва), посвящённой 20-летию сотрудничества социалистических стран в области разработки, производства и применения средств вычислительной техники, были представлены разработанные под руководством Н. Л. Прохорова модели ЭВМ СМ1650, СМ1700М, СМ1702, СМ1810.13, СМ1425.
С учётом масштаба и комплексности проблемы обеспечения важнейших отраслей промышленности, обороны, науки и образования Постановлением Совета Министров СССР от 26 декабря 1989 года № 1153 Н. Л. Прохоров был утверждён в статусе Генерального конструктора системы малых ЭВМ. Позднее Николай Леонидович вспоминал, что 1980—1990 годы «в стране не было, по существу, ни одной отрасли народного хозяйства, где бы не применялись СМ ЭВМ».
C 1998 года Н. Л. Прохоров являлся научным руководителем разработки управляющего вычислительного комплекса СМ 1820М в индустриальном исполнении с повышенными характеристиками надежности, безопасности и сейсмоустойчивости, применяемого в системах управления тепловой и атомной энергетики. СМ 1820М поставлялся заказчику как комплексов «под ключ», так и в виде отдельных компонентов семейства (промышленных компьютеров, контроллеров, модулей, устройств) во встраиваемом исполнении.
Автор более 200 научных работ (в том числе, 28 изобретений) и учебных пособий. Более двух десятков его учеников защитили кандидатские и докторские диссертации.
Н. Л. Прохоров являлся членом редакционных коллегий журналов «Информационные технологии и вычислительные системы», «Наукоемкие технологии», «Датчики и системы», «Экономика и производство», «Приборы» и «Вопросы радиоэлектроники».

Николай Прохоров: «В Финляндии был огромный отдел Внешторга, который поставлял наши машины в капстраны»

## Награды
- Лауреат премии Совета Министров СССР.
- Награждён орденами Трудового Красного Знамени и Дружбы народов,

а также рядом медалей и почётными званиями «Отличник приборостроения», «Почетный радист СССР» и «Изобретатель СССР».

## Избранные публикации
- Прохоров Н. Л., Ким А. К., Егоров Г. А. 60 лет в отечественной вычислительной технике — Приборы, 2018. — № 8 (218). — С. 1-7
- Прохоров Н. Л., Знайко Г. Г. и др. Разработки цифровой медицинской техники в ПАО «ИНЭУМ им. И. С. Брука» — Приборы, 2018. — № 8 (218). — С. 30-38
- Прохоров Н. Л., Егоров Г. А., Красовский В. Е. и др. Управляющие вычислительные комплексы для промышленной автоматизации . Учебное пособие / под ред. Н. Л. Прохорова, В. В. Сюзева. — М.: Изд-во МГТУ им. Н. Э. Баумана, 2012, 374 с.
- Прохоров Н. Л., Швеин А. А. и др. Проблемы управления информационными процессами в проектировании и применении медицинской техники. — М.: Мехатроника, автоматизация, управление. 2011, № 7
- Prokhorov N. L., Egorov G. A. SM EVM Control Computer Development / Perspectives on Soviet and Russian Computing: First IFIP WG 9.7 Conference, SoRuCom 2006, Petrozavodsk, Russia, July 3-7, 2006 — : Springer, 2011. — P. 64-73
- Залещанский Б. Д., Карнаушкин А. А., Прохоров Н. Л. и др. Методы и средства наращивания вычислительного потенциала в различных средах. — М.: Экономика и производство. 2010, № 2
- Прохоров Н. Л., Рейзман Я. А., Егоров Г. А. и др. Технологии проектирования АСУТП. Учебное пособие / Государственное образовательное учреждение высшего профессионального образования «Московский государственный институт радиотехники, электроники и автоматики (технический университет)». — М.,2006, 160 с.
- Прохоров Н. Л., Знайко Г. Г. и др. Проектирование комплексов обработки сигналов для медицинской диагностики. Учебное пособие / Государственное образовательное учреждение высшего профессионального образования «Московский государственный институт радиотехники, электроники и автоматики (технический университет)».- М.,2006, 140 с.
- Управляющие вычислительные комплексы: Учебное пособие / под редакцией Н. Л. Прохорова. 3-изд. переработанное и доп.- М.: Финансы и статистика, 2003, 352 с.
- Красовский В. Е., Прохоров Н. Л., Тювин Ю. Д. Надежность управляющих ЭВМ: Учеб. пособие. — М.:МИРЭА, 2002
- Управляющие ЭВМ: Учебное пособие / Егоров Г. А., Красовский В. Е., Прохоров Н. Л., Тювин Ю. Д., Шкамарда А. Н.- М.:МИРЭА, 1999, 138 с.
- Малые ЭВМ высокой производительности. Архитектура и применение / под ред. Н. Л. Прохорова — М.: Радио и связь, 1991. — 297 с.
- Прохоров Н. Л., Песелев К. В. Малые ЭВМ — М.: Высшая школа,1989.- 156 с.
- Прохоров Н. Л. Вычислительный комплекс СМ1700. Архитектура, программное обеспечение и применение — Прикладная информатика. Вып. 14 — М.: Финансы и статистика, 1987
- Прохоров Н. Л. Большие горизонты малых ЭВМ — Экономическая жизнь, № 8, 1987
- СМ ЭВМ — комплексирование и применение / под ред. Н. Л. Прохорова — М.: Финансы и статистика, 1986. — 306 с.
- Прохоров Н. Л., Смирнов Е. Б. СМ ЭВМ — состояние и перспективы развития — Приборы и системы управления, № 2, 1986
- Прохоров Н. Л., Гиглавый Ф. В., Кабанов Н. Д., Шкамарда А. Н. Микро-ЭВМ СМ1800 — архитектура, программирование, применение — М.: Финансы и статистика, 1984. — 136 с.
- Прохоров Н. Л., Раев В. К. .Сергеев В. И. Расчет параметров доменопродвигающих схем на проводниковых аппликациях.— В кн.: Доменные и магнитооптические запоминающие устройства. М., «Наука», 1977
- Боярченков М. А., Прохоров Н. Л., Раев В. К., Розенталь Ю. Д. Магнитные доменные логические и запоминающие устройства / под ред. Боярченкова М. А. — М.:Энергия, 1974, 175 с.
- Прохоров Н. Л. Счетные схемы на магнитных логических элементах — М.:Энергия, 1967, Библиотека по автоматике — выпуск 234, 48 с.

## Комментарии
1. ↑  Генеральный конструктор возглавлял работу Совета главных конструкторов (СГК СМ ЭВМ) стран-участниц соглашения. Решением Межправительственной комиссии по сотрудничеству социалистических стран в области вычислительной техники (МПК по ВТ) с 1974 года Генеральным конструктором СМ ЭВМ был директор ИНЭУМ — головной организации по СМ ЭВМ — Б. Н. Наумов.
2. ↑  С учётом предоставляемых полномочий и ответственности Генеральный конструктор по направлению работ утверждался специальным постановлением Совета министров СССР по представлению Военно-промышленной комиссии. Необходимость восстановления в условиях современной России эффективного института Генеральных конструкторов по созданию вооружения, военной и специальной техники подтверждена указом Президента РФ В. В. Путина от 19 января 2015 г. № 18.